# Llista de medallistes olímpics de patinatge artístic
Aquesta és una llista dels medallistes olímpics de patinatge artístic sobre gel:

## Medallistes

### Categoria masculina

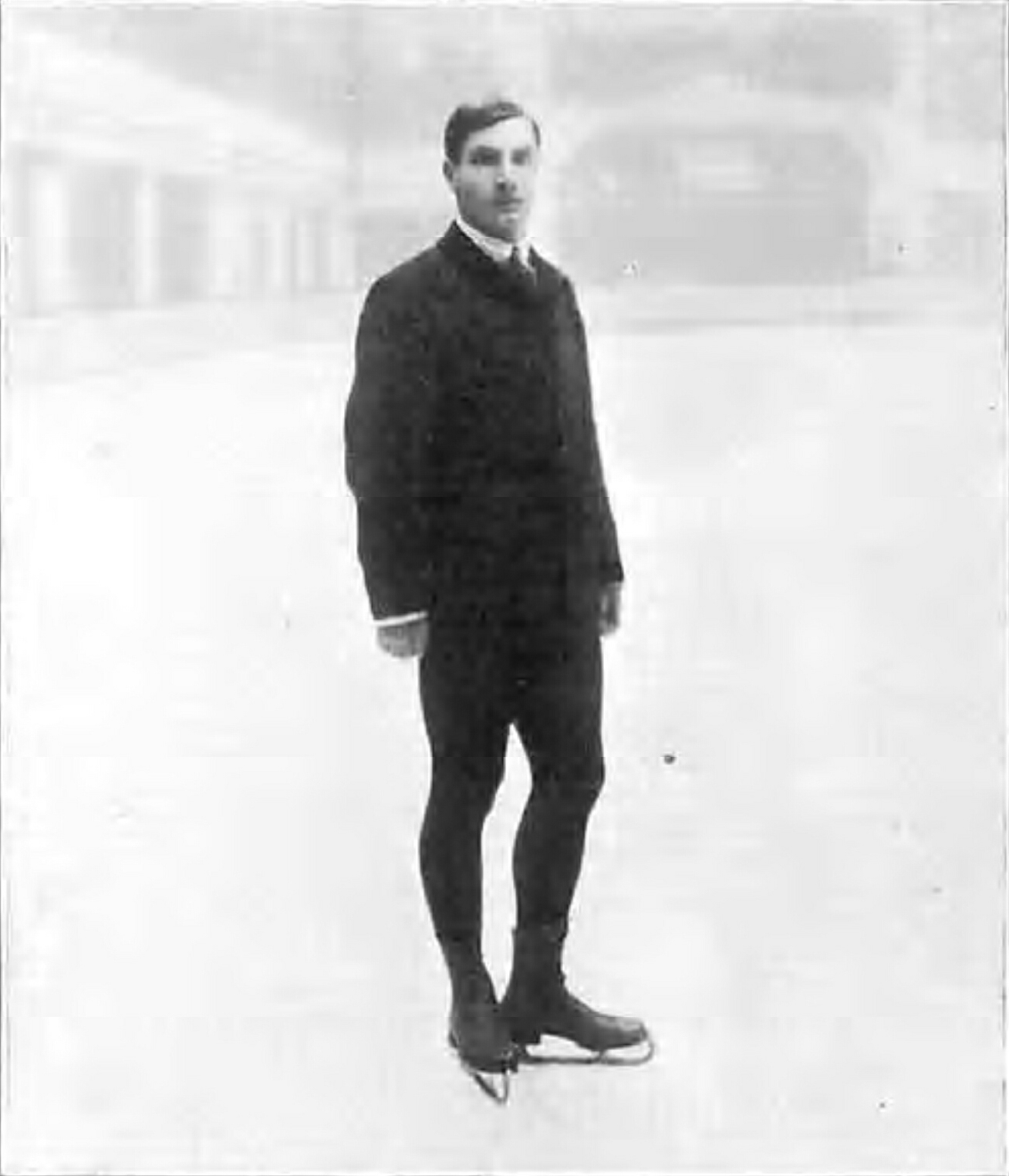
El suec Ulrich Salchow, primer campió olímpic i creador del salt salchow.

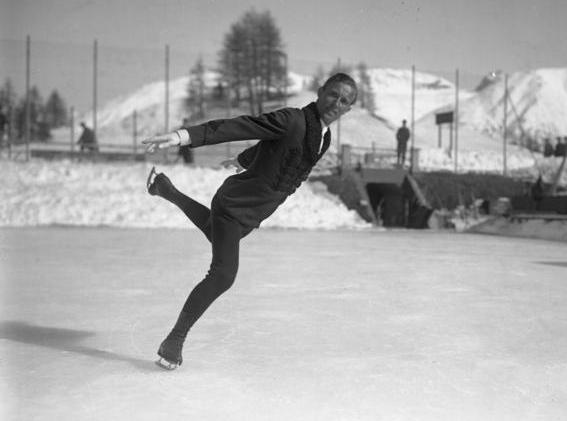
El suec Gillis Grafström, guanyador de 4 medalles olímpiques.

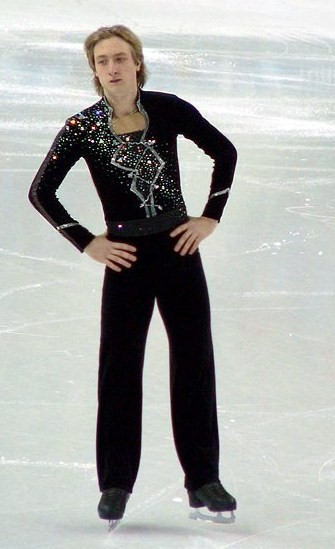
El rus Evgeni Plushenko, guanyador de tres medalles.

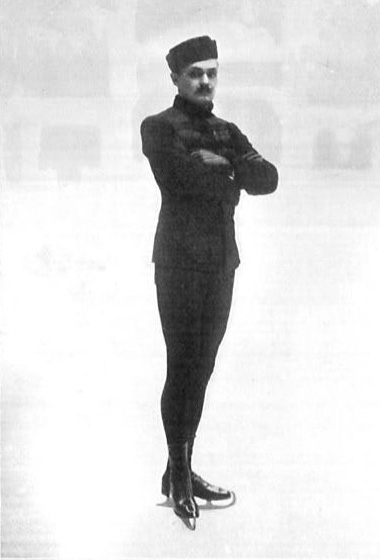
El rus Nikolai Panin, guanyador olímpic de la prova de figures.

#### Individual

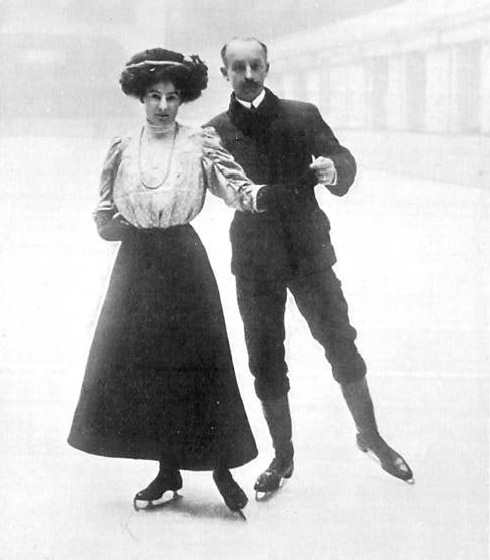
La britànica Madge Syers, primera campiona olímpica, i el seu marit Edgar Syers, amb el qual aconseguí el tercer lloc en parelles.

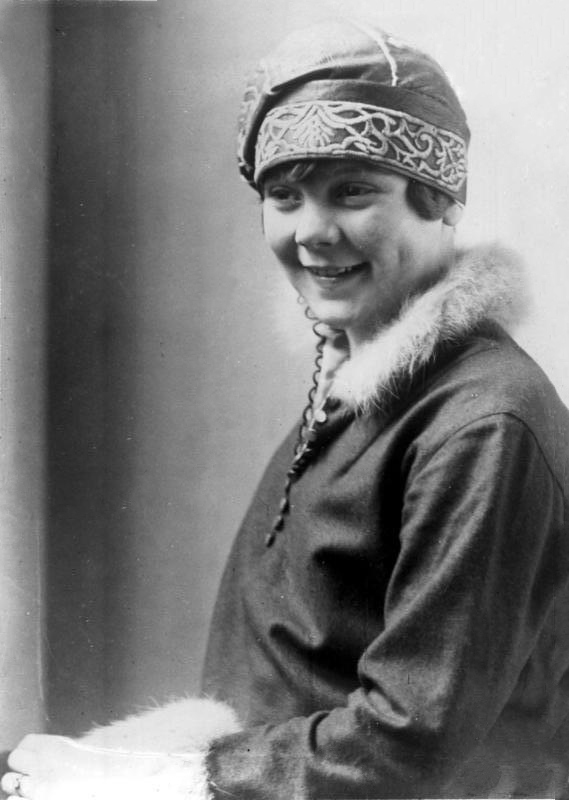
La noruega Sonja Henie, tres vegades campiona olímpica de forma consecutiva.

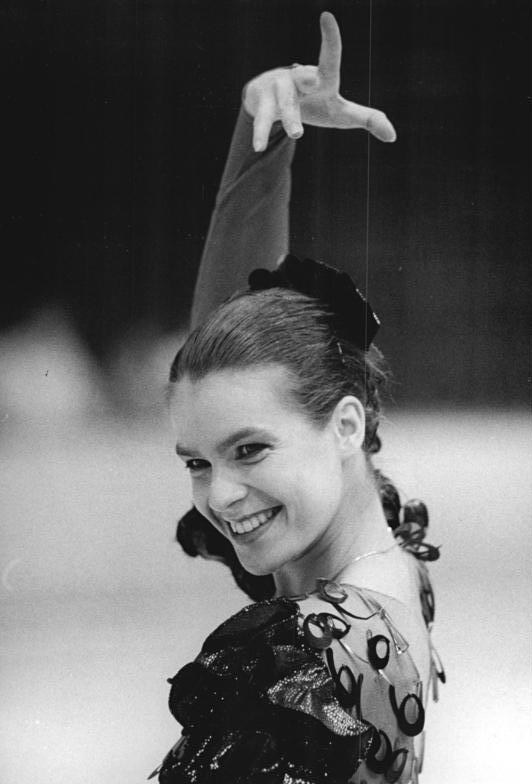
L'alemanya Katarina Witt, dues vegades campiona olímpica.

| Edició                              | Or                                   | Argent                               | Bronze                               |
| Londres 1908 Detalls                | Ulrich Salchow                       | Richard Johansson                    | Per Thorén                           |
| Estocolm 1912                       | no fou inclòs en el programa olímpic | no fou inclòs en el programa olímpic | no fou inclòs en el programa olímpic |
| Anvers 1920 Detalls                 | Gillis Grafström                     | Andreas Krogh                        | Martin Stixrud                       |
| Chamonix 1924 Detalls               | Gillis Grafström                     | Willy Böckl                          | Georges Gautschi                     |
| St. Moritz 1928 Detalls             | Gillis Grafström                     | Willy Böckl                          | Robert van Zeebroeck                 |
| Lake Placid 1932 Detalls            | Karl Schäfer                         | Gillis Grafström                     | Montgomery Wilson                    |
| Garmisch-Partenkirchen 1936 Detalls | Karl Schäfer                         | Ernst Baier                          | Felix Kaspar                         |
| St. Moritz 1948 Detalls             | Dick Button                          | Hans Gerschwiler                     | Edi Rada                             |
| Oslo 1952 Detalls                   | Dick Button                          | Helmut Seibt                         | James Grogan                         |
| Cortina d'Ampezzo 1956 Detalls      | Hayes Jenkins                        | Ronnie Robertson                     | David Jenkins                        |
| Squaw Valley 1960 Detalls           | David Jenkins                        | Karol Divín                          | Donald Jackson                       |
| Innsbruck 1964 Detalls              | Manfred Schnelldorfer                | Alain Calmat                         | Scott Allen                          |
| Grenoble 1968 Detalls               | Wolfgang Schwarz                     | Timothy Wood                         | Patrick Péra                         |
| Sapporo 1972 Detalls                | Ondrej Nepela                        | Sergei Chetvertukhin                 | Patrick Péra                         |
| Innsbruck 1976 Detalls              | John Curry                           | Vladimir Kovalev                     | Toller Cranston                      |
| Lake Placid 1980 Detalls            | Robin Cousins                        | Jan Hoffmann                         | Charles Tickner                      |
| Sarajevo 1984 Detalls               | Scott Hamilton                       | Brian Orser                          | Jozef Sabovčík                       |
| Calgary 1988 Detalls                | Brian Boitano                        | Brian Orser                          | Viktor Petrenko                      |
| Albertville 1992 Detalls            | Viktor Petrenko                      | Paul Wylie                           | Petr Barna                           |
| Lillehammer 1994 Detalls            | Alexei Urmanov                       | Elvis Stojko                         | Philippe Candeloro                   |
| Nagano 1998 Detalls                 | Ilia Kulik                           | Elvis Stojko                         | Philippe Candeloro                   |
| Salt Lake City 2002 Detalls         | Alexei Yagudin                       | Evgeni Plushenko                     | Timothy Goebel                       |
| Torí 2006 Detalls                   | Evgeni Plushenko                     | Stéphane Lambiel                     | Jeffrey Buttle                       |
| Vancouver 2010 Detalls              | Evan Lysacek                         | Evgeni Plushenko                     | Daisuke Takahashi                    |
| Sotxi 2014 Detalls                  | Yuzuru Hanyu                         | Patrick Chan                         | Denis Ten                            |

#### Figures
| Edició               | Or            | Argent         | Bronze            |
| Londres 1908 Detalls | Nikolai Panin | Arthur Cumming | Geoffrey Hall-Say |

### Categoria femenina

#### Individual
| Edició                              | Or                                   | Argent           | Bronze            |
| Londres 1908 Detalls                | Madge Syers                          | Elsa Rendschmidt | D. Greenhough     |
|                                     | no fou inclòs en el programa olímpic |                  |                   |
| Anvers 1920 Detalls                 | Magda Julin                          | Svea Norén       | Theresa Weld      |
| Chamonix 1924 Detalls               | Herma Szabo                          | Beatrix Loughran | Ethel Muckelt     |
| St. Moritz 1928 Detalls             | Sonja Henie                          | Fritzi Burger    | Beatrix Loughran  |
| Lake Placid 1932 Detalls            | Sonja Henie                          | Fritzi Burger    | Maribel Vinson    |
| Garmisch-Partenkirchen 1936 Detalls | Sonja Henie                          | Cecilia Colledge | Vivi-Anne Hultén  |
| St. Moritz 1948 Detalls             | Barbara Ann Scott                    | Eva Pawlik       | Jeannette Altwegg |
| Oslo 1952 Detalls                   | Jeannette Altwegg                    | Tenley Albright  | Jacqueline Bief   |
| Cortina d'Ampezzo 1956 Detalls      | Tenley Albright                      | Carol Heiss      | Ingrid Wendl      |
| Squaw Valley 1960 Detalls           | Carol Heiss                          | Sjoukje Dijkstra | Barbara Roles     |
| Innsbruck 1964 Detalls              | Sjoukje Dijkstra                     | Regine Heitzer   | Petra Burka       |
| Grenoble 1968 Detalls               | Peggy Fleming                        | Gabriele Seyfert | Hana Mašková      |
| Sapporo 1972 Detalls                | Beatrix Schuba                       | Karen Magnussen  | Janet Lynn        |
| Innsbruck 1976 Detalls              | Dorothy Hamill                       | Dianne de Leeuw  | Christine Errath  |
| Lake Placid 1980 Detalls            | Anett Pötzsch                        | Linda Fratianne  | Dagmar Lurz       |
| Sarajevo 1984 Detalls               | Katarina Witt                        | Rosalynn Sumners | Kira Ivanova      |
| Calgary 1988 Detalls                | Katarina Witt                        | Elizabeth Manley | Debi Thomas       |
| Albertville 1992 Detalls            | Kristi Yamaguchi                     | Midori Ito       | Nancy Kerrigan    |
| Lillehammer 1994 Detalls            | Oksana Baiul                         | Nancy Kerrigan   | Chen Lu           |
| Nagano 1998 Detalls                 | Tara Lipinski                        | Michelle Kwan    | Chen Lu           |
| Salt Lake City 2002 Detalls         | Sarah Hughes                         | Irina Slutskaya  | Michelle Kwan     |
| Torí 2006 Detalls                   | Shizuka Arakawa                      | Sasha Cohen      | Irina Slutskaya   |
| Vancouver 2010 Detalls              | Kim Yu-Na                            | Mao Asada        | Joannie Rochette  |
| Sotxi 2014 Detalls                  | Adelina Sótnikova                    | Kim Yu-Na        | Carolina Kostner  |

### Categoria mixta

#### Parelles

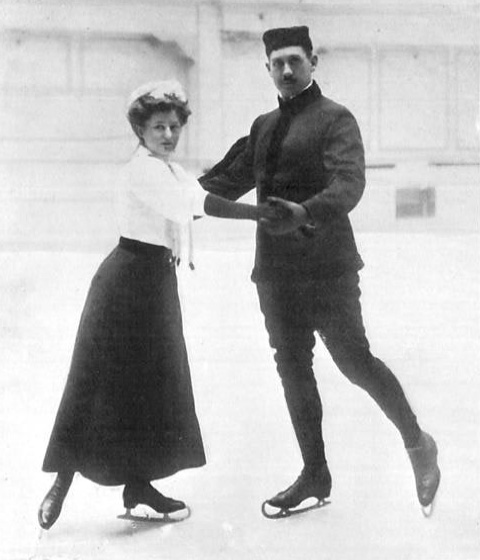
Els alemanys Anna Hübler i Heinrich Burger, primers campions olímpics en parelles.

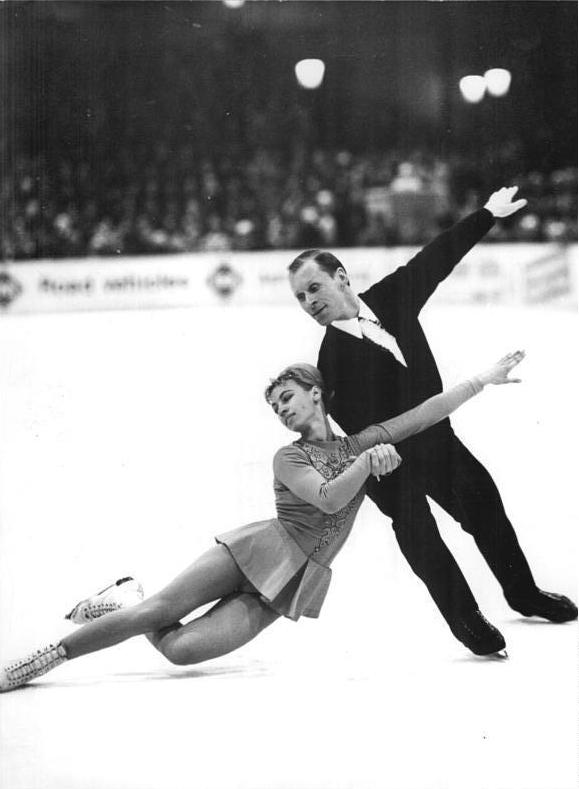
Ludmila Belousova i Oleg Protopopov iniciaren el domini soviètic en la categoria de parelles amb la seva victòria l'any 1964.

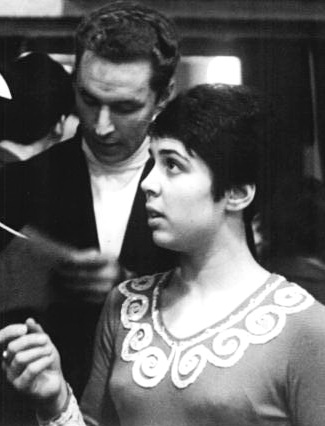
La soviètica Irina Rodninà ostenta el rècord de victòries en parelles amb tres medalles d'or.

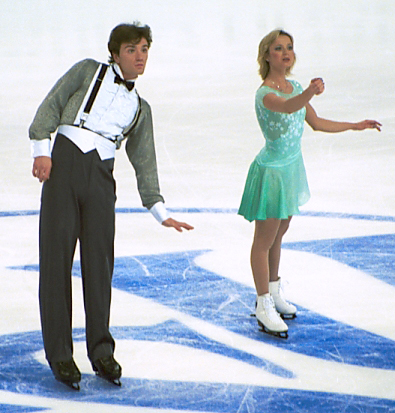
Els soviètics Elena Berezhnaya i Anton Sikharulidze, guanyadors d'una medalla d'or i una de plata.

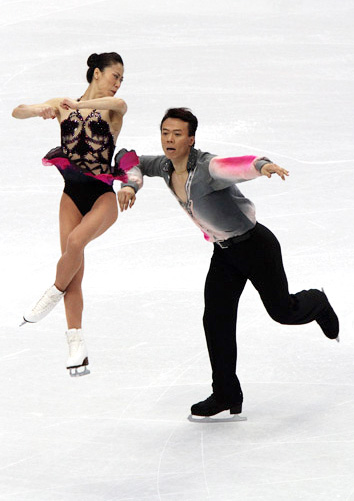
Els xinesos Shen Xue i Zhao Hongbo, guanyadors de la medalla d'or en els Jocs de Vancouver.

| Edició                              | Or                                                | Argent                                            | Bronze                                         |
| Londres 1908 Detalls                | Alemanya Anna Hübler · Heinrich Burger            | Regne UnitPhyllis Johnson · James H. Johnson      | Regne UnitMadge Syers · Edgar Syers            |
| Estocolm 1912                       | no fou inclòs en el programa olímpic              | no fou inclòs en el programa olímpic              | no fou inclòs en el programa olímpic           |
| Anvers 1920 Detalls                 | FinlàndiaLudowika Jakobsson · Walter Jakobsson    | NoruegaAlexia Bryn · Yngvar Bryn                  | Regne UnitPhyllis Johnson · Basil Williams     |
| Chamonix 1924 Detalls               | ÀustriaHelene Engelmann · Alfred Berger           | FinlàndiaLudowika Jakobsson · Walter Jakobsson    | FrançaAndrée Joly · Pierre Brunet              |
| St. Moritz 1928 Detalls             | FrançaAndrée Joly · Pierre Brunet                 | ÀustriaLilly Scholz · Otto Kaiser                 | ÀustriaMelitta Brunner · Ludwig Wrede          |
| Lake Placid 1932 Detalls            | FrançaAndrée Joly · Pierre Brunet                 | Estats UnitsBeatrix Loughran · Sherwin Badger     | HongriaEmilie Rotter · László Szollás          |
| Garmisch-Partenkirchen 1936 Detalls | AlemanyaMaxi Herber · Ernst Baier                 | ÀustriaIlse Pausin · Erik Pausin                  | HongriaEmilie Rotter · László Szollás          |
| St. Moritz 1948 Detalls             | BèlgicaMicheline Lannoy · Pierre Baugniet         | HongriaAndrea Kékesy · Ede Király                 | CanadàSuzanne Morrow · Wallace Diestelmeyer    |
| Oslo 1952 Detalls                   | AlemanyaRia Falk · Paul Falk                      | Estats UnitsKarol Kennedy · Peter Kennedy         | HongriaMarianna Nagy · László Nagy             |
| Cortina d'Ampezzo 1956 Detalls      | ÀustriaSissy Schwarz · and Kurt Oppelt            | CanadàFrances Dafoe · and Norris Bowden           | HongriaMarianna Nagy · László Nagy             |
| Squaw Valley 1960 Detalls           | CanadàBarbara Wagner · Robert Paul                | AlemanyaMarika Kilius · Hans-Jürgen Bäumler       | Estats UnitsNancy Ludington · Ronald Ludington |
| Innsbruck 1964 Detalls              | Unió SovièticaLudmila Belousova · Oleg Protopopov | AlemanyaMarika Kilius · Hans-Jürgen Bäumler       | CanadàDebbi Wilkes · Guy Revell                |
| Grenoble 1968 Detalls               | Unió SovièticaLudmila Belousova · Oleg Protopopov | Unió SovièticaTatyana Zhuk · Aleksandr Gorelik    | RFAMargot Glockshuber · Wolfgang Danne         |
| Sapporo 1972 Detalls                | Unió SovièticaIrina Rodninà · Alexei Ulanov       | Unió SovièticaLyudmila Smirnova · Andrei Suraikin | RDAManuela Groß · Uwe Kagelmann                |
| Innsbruck 1976 Detalls              | Unió SovièticaIrina Rodninà · Alexander Zaitsev   | RDARomy Kermer · Rolf Österreich                  | RDAManuela Groß · Uwe Kagelmann                |
| Lake Placid 1980 Detalls            | Unió SovièticaIrina Rodninà · Alexander Zaitsev   | Unió SovièticaMarina Cherkasova · Sergei Shakhrai | RDAManuela Mager · Uwe Bewersdorf              |
| Sarajevo 1984 Detalls               | Unió SovièticaElena Valova · Oleg Vasiliev        | Estats UnitsKitty Carruthers · Peter Carruthers   | Unió SovièticaLarisa Selezneva · Oleg Makarov  |
| Calgary 1988 Detalls                | Unió SovièticaEkaterina Gordeeva · Sergei Grinkov | Unió SovièticaElena Valova · Oleg Vasiliev        | Estats UnitsJill Watson · Peter Oppegard       |
| Albertville 1992 Detalls            | Equip UnificatNatalia Mishkutenok Artur Dmitriev  | Equip UnificatElena Bechke Denis Petrov           | CanadàIsabelle Brasseur · Lloyd Eisler         |
| Lillehammer 1994 Detalls            | RússiaEkaterina Gordeeva · Sergei Grinkov         | RússiaNatalia Mishkutenok · Artur Dmitriev        | CanadàIsabelle Brasseur · Lloyd Eisler         |
| Nagano 1998 Detalls                 | RússiaOksana Kazakova · Artur Dmitriev            | RússiaElena Berezhnaya · Anton Sikharulidze       | AlemanyaMandy Wötzel · Ingo Steuer             |
| Salt Lake City 2002 Detalls         | RússiaElena Berezhnaya · Anton Sikharulidze       | no es concedí                                     | R.P. de la XinaShen Xue · Zhao Hongbo          |
| Salt Lake City 2002 Detalls         | CanadàJamie Salé · David Pelletier                | no es concedí                                     | R.P. de la XinaShen Xue · Zhao Hongbo          |
| Torí 2006 Detalls                   | RússiaTatiana Totmianina · Maxim Marinin          | R.P. de la XinaZhang Dan · Zhang Hao              | R.P. de la XinaShen Xue · Zhao Hongbo          |
| Vancouver 2010 Detalls              | R.P. de la XinaShen Xue · Zhao Hongbo             | R.P. de la XinaPang Qing · Tong Jian              | AlemanyaAliona Savchenko · Robin Szolkowy      |
| Sotxi 2014 Detalls                  | RússiaTatiana Volosozhar · Maxim Trankov          | RússiaKsenia Stolbova · Fedor Klimov              | AlemanyaAliona Savchenko · Robin Szolkowy      |

#### Dansa

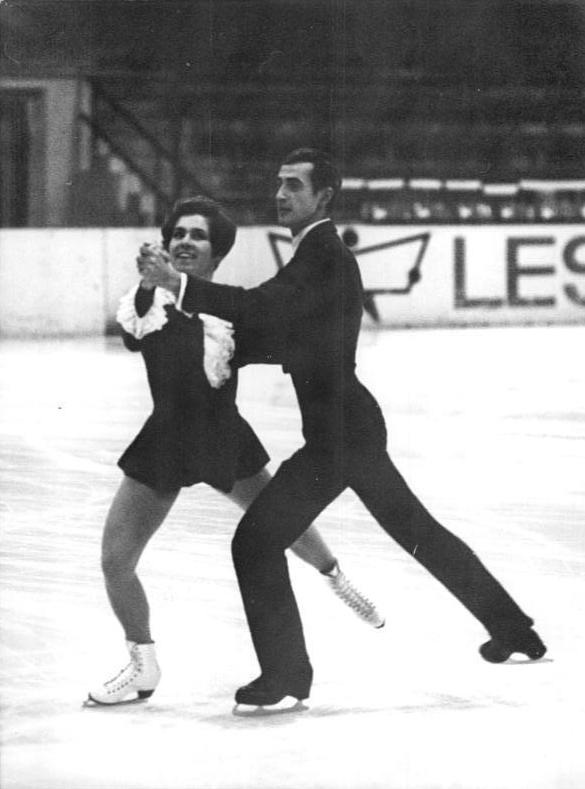
Els soviètics Lyudmila Pakhomova i Aleksandr Gorshkov, primers campions olímpics de dansa.

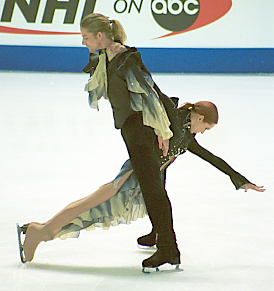
Els francesos Marina Anissina i Gwendal Peizerat, guanyadors de dues medalles olímpiques.

| Edició                      | Or                                                    | Argent                                            | Bronze                                            |
| Innsbruck 1976 Detalls      | Unió SovièticaLyudmila Pakhomova · Aleksandr Gorshkov | Unió SovièticaIrina Moiseyeva · Andrei Minenkov   | Estats Units Colleen O'Connor · James Millns      |
| Lake Placid 1980 Detalls    | Unió SovièticaNatalia Linichuk · Gennadi Karponossov  | HongriaKrisztina Regöczy · András Sallay          | Unió SovièticaIrina Moiseyeva · Andrei Minenkov   |
| Sarajevo 1984 Detalls       | Regne UnitJayne Torvill · Christopher Dean            | Unió SovièticaNatalia Bestemianova · Andrei Bukin | Unió SovièticaMarina Klimova · Sergei Ponomarenko |
| Calgary 1988 Detalls        | Unió SovièticaNatalia Bestemianova · Andrei Bukin     | Unió SovièticaMarina Klimova · Sergei Ponomarenko | CanadàTracy Wilson · Robert McCall                |
| Albertville 1992 Detalls    | Equip UnificatMarina Klimova Sergei Ponomarenko       | FrançaIsabelle Duchesnay · Paul Duchesnay         | Equip UnificatMaya Usova Alexander Zhulin         |
| Lillehammer 1994 Detalls    | RússiaOksana Grishuk · Evgeny Platov                  | RússiaMaya Usova · Alexander Zhulin               | Regne UnitJayne Torvill · Christopher Dean        |
| Nagano 1998 Detalls         | RússiaOksana Grishuk · Evgeny Platov                  | RússiaAnjelika Krylova · Oleg Ovsyannikov         | FrançaMarina Anissina · Gwendal Peizerat          |
| Salt Lake City 2002 Detalls | FrançaMarina Anissina · Gwendal Peizerat              | RússiaIrina Lobacheva · Ilia Averbukh             | ItàliaBarbara Fusar-Poli · Maurizio Margaglio     |
| Torí 2006 Detalls           | RússiaTatiana Navka · Roman Kostomarov                | Estats UnitsTanith Belbin · Benjamin Agosto       | UcraïnaElena Grushina · Ruslan Goncharov          |
| Vancouver 2010 Detalls      | CanadàTessa Virtue · Scott Moir                       | Estats UnitsMeryl Davis · Charlie White           | RússiaOksana Domnina · Maxim Shabalin             |
| Sotxi 2014 Detalls          | Estats UnitsMeryl Davis · Charlie White               | CanadàTessa Virtue · Scott Moir                   | RússiaElena Ilinykh · Nikita Katsalapov           |

#### Equips
| Edició             | Or | Argent | Bronze |
| Sotxi 2014 Detalls | Rússia Ievgueni Pliúixtxenko · Iúlia Lipnítskaia · Ksenia Stolbova / Fedor Klimov** · Elena Ilinykh / Nikita Katsalapov** · Tatiana Volosozhar / Maxim Trankov* · Ekaterina Bobrova / Dmitri Soloviev* | Canadà Kevin Reynolds** · Kaetlyn Osmond · Kirsten Moore-Towers / Dylan Moscovitch** · Tessa Virtue / Scott Moir · Patrick Chan* · Meagan Duhamel / Eric Radford* · | Estats Units Jason Brown** · Gracie Gold** · Marissa Castelli / Simon Shnapir · Meryl Davis / Charlie White · Jeremy Abbott* · Ashley Wagner* |

*Patinadors que han competit en el programa curt parelles/dansa.
**Patinadors que han competit en el programa llarg parelles/dansa.